# Atmosférické blokování
Blokování je stav atmosféry Země, při kterém dochází k přerušení zonálního proudění vysokou tlakovou výší (anticyklónou) v mírných zeměpisných šířkách. Poprvé bylo blokování popsáno už v roce 1904. Od té doby vznikaly početné synoptické studie blokování.

## Definice atmosférického blokování
Univerzální definice blokování zatím nebyla přesně stanovena, především proto, že se jedná o komplexní jev. Nejznámější definici blokování stanovil na základě kritérií D. F. Rex. Tato definice nepokrývá všechny případy blokování, neboť vylučuje situace s blokováním, které mají krátké trvání. Blokování bylo původně identifikováno vizuální kontrolou synoptických map. Tento postup vyžadoval určité množství subjektivity.
D. F. Rex si byl tohoto problému vědom, a proto stanovil kritéria, aby byl proces identifikace blokování co nejobjektivnější:
- a) západní proudění se musí rozdělit na dvě větve,
- b) obě větve musejí transportovat znatelné množství vzduchové hmoty,
- c) tento dvouproudý systém musí být rozšířen nad nejméně 45. stupni zeměpisné délky,
- d) ostrý přechod ze západního zonálního proudění na meridionální typ proudění musí být pozorován u obou rozdělených proudů,
- e) tento systém musí setrvávat kontinuálně nejméně 10 dní.

Rexova definice blokování, která se skládá z jednoduchých kritérií, je však obtížně přeložitelná do počítačového programu.
Atmosférickým blokováním se zabývá americké Centrum pro klimatické předpovědi (Climate Prediction Center, CPC), které je součástí Národního úřadu pro oceán a atmosféru (National Oceanic and Atmospheric Administration, NOAA).
CPC uvádí tyto charakteristiky atmosférického blokování:
- a) rozdělení západního proudění na dvě oddělené větve, které má značný délkový rozsah,
- b) východní proudění na jih od blokujícího hřebene vysokého tlaku vzduchu,
- c) výrazné meridionální proudění kolem blokujícího hřebene,
- d) přítomnost hluboké brázdy nízkého tlaku vzduchu po obou stranách blokujícího hřebene.

Znázorněna je absolutní topografie a anomálie geopotenciální výšky (v gpm) hladiny 500 hPa.